# Марежада

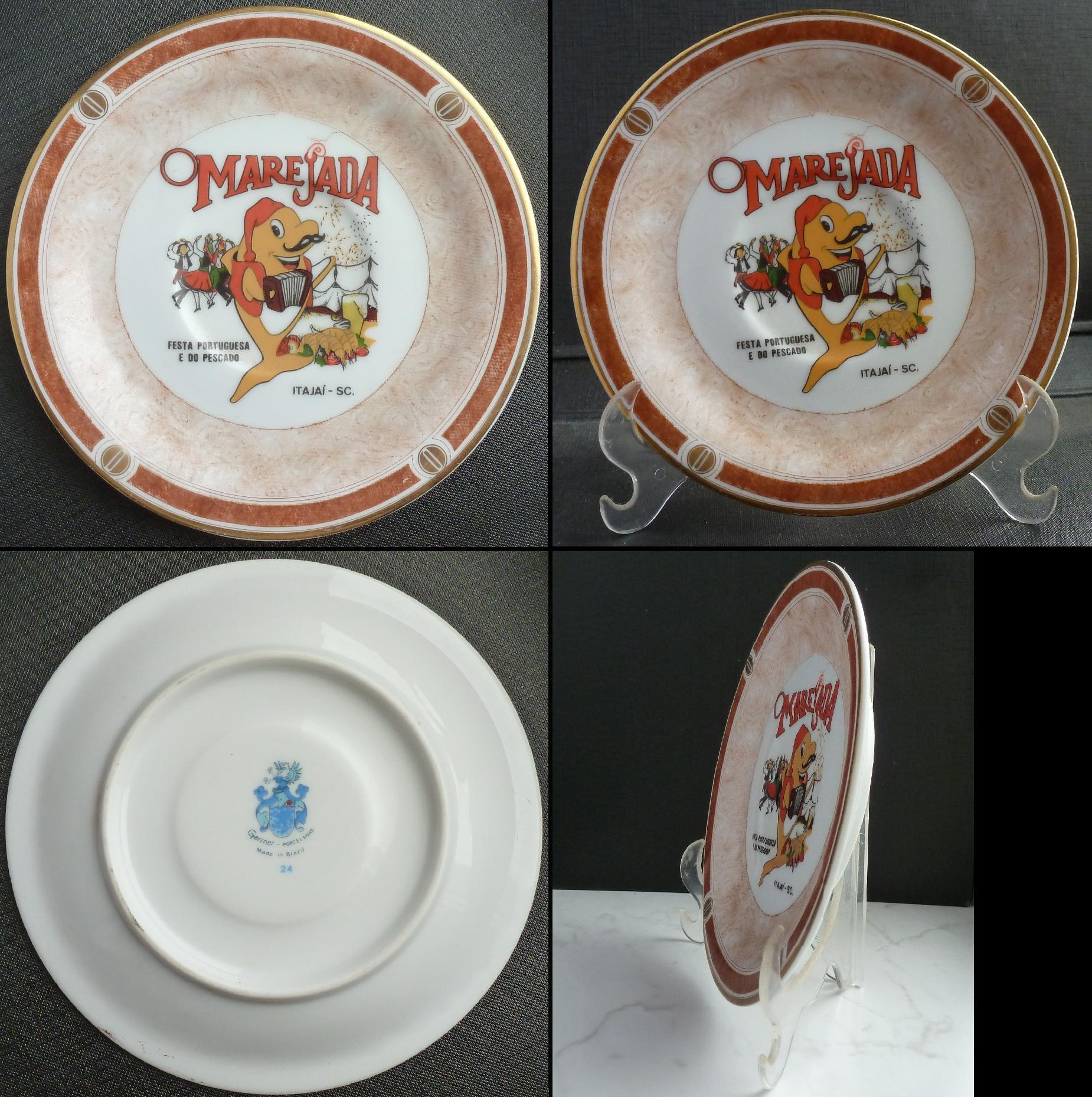
Сувенірна тарілка зі свята Марежада у місті Ітажаї, Бразилія — зроблена у Бразилії на фабриці Germer porcelane

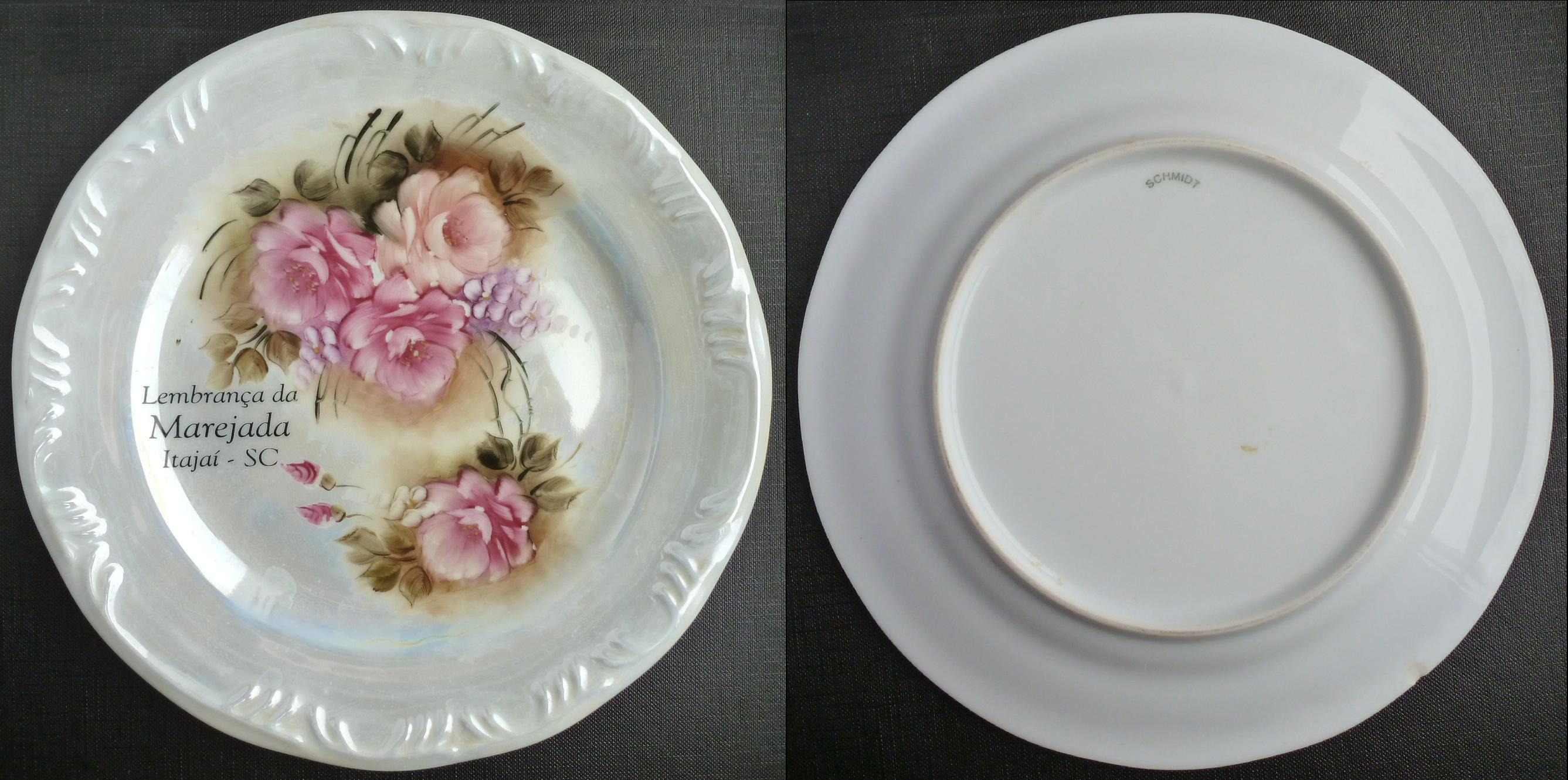
Сувенірна тарілка з свята Марежада у місті Ітажаї, Бразилія — зроблена на фабриці Schmidt

Марежада (порт. Marejada) — одне з найпопулярніших національних свят-річниць Бразилії в місті Ітажаї (порт. Itajaí) у штаті Санта-Катарина. Свято виникло як святкування річниці висадки (експансії) перших португальців (європейців) на узбережжя сучасної Бразилії. Також це свято має другу назву — свято морепродуктів та рибалок, оскільки рибальство — важливий промисел регіону Ітажаї. Головний напій свята — пиво (на фотографії біля риби-символу стоїть тарілка з креветками та кухлем пива) — можна вважати, що це також — свято пивоварів.
Написи на сувенірних тарілках:
- FESTA PORTUGUESA E DO PESCADO — Свято Португалізації та рибальства.
- ITAJAI SC — Ітажаї СК (Санта Катарина).

Символом Марежади є риба з людським обличчям і вусами, з шапкою на голові. Риба також зображується граючою на акордеоні. Також свято має інші символи: креветки з кухлем пива та танцюючі люди в національному одягу. Ви можете побачити усі символи на тарілці: риба, праворуч креветки та пиво, ліворуч подалі танцюючі люди.
Марежада проводиться кожен рік у жовтні. Так, у 2009 році ця фієста проводилась з 8 по 18 жовтня, а у 2010 році з 8 по 24 жовтня — довше у зв'язку з річницею — 150 років висадження (експансії) португальців на узбережжя Бразилії.
Ітажаї — це муніципалітет та місто-порт. Свято Марежада проходить у спеціально відведеному обладнаному парку чимдалі від порту. Марежада — свято кулінарії, фольклору, танців. У цьому парку багато місць, де можна поїсти (невеликі ятки та прилавки, магазинчики, бари та ресторани). Магазин сучасного обладнання для риболовних суден також знаходиться на території парку. Представлена португальська кулінарія, зокрема, кулінарія з продуктів моря, а також різноманітні напої, у тому числі — багато пива. Треба зазначити, що у цьому регіоні Бразилії і, зокрема, у місті Ітажаї живе багато німців-переселенців та інших переселенців з Європи. Як зразок, два сувенірні тарелі зроблені біля Ітіжії на фабриках, які мають назви похідні від німецьких прізвищ. Також у парку є ятки, прилавки та магазини, де можна купити сувеніри, включно сувеніри з символами свята Марежада. Облаштована просто неба сцена дозволяє виступати місцевим фольклорним ансамблям, співакам. Декілька (три-чотири) вкритих чи частково вкритих майданчиків для танців (включно з сучасною дискотекою) розраховані на відвідувачів різних вікових категорій — кожний майданчик має свій певний музичний напрям.